# Raymond Carver
Raymond Carver   (Clatskanie, 25 de maig de 1938 - Port Angeles, 2 d'agost de 1988) fou un poeta i escriptor de contes estatunidenc.
És autor de narracions sovint ambientades en el nord-oest de la costa nord-americana del Pacífic. La seva escriptura, de gran sobrietat, evita les disquisicions psicològiques i l'estil rebuscat, i prima el minimalisme i la descripció realista de la vida dels personatges, sovint obrers alienats, dominats per la sensació de fracàs en la seva vida quotidiana.
Les seves obres principals són Vols callar, sisplau? (1976); De què parlem quan parlem de l'amor? (1981) i Catedral (1984). Fires (1983) és un recull de poemes, assaigs i narracions.

## Biografia
Carver va néixer a Clatskanie, Oregon, i va créixer a Yakima, Washington. El seu pare treballava en una serradora i era alcohòlic. La mare treballava com a cambrera i venedora. El seu únic germà, James Franklyn Carver, va néixer el 1943.
Carver va estudiar durant un temps sota la tutela de l'escriptor John Gardner, al Chico State College, Califòrnia. Va publicar molts relats en revistes i diaris, incloent-hi el New Yorker i Esquire, que majoritàriament parlen de la vida dels obrers i classes desafavorides.
Carver es va casar dues vegades; la segona muller va ser la poeta Tess Galaguer. Va ser alcòholic, com es reflecteix en alguns personatges seus, però els darrers deu anys de la seva vida va romandre sobri. Va ser molt amic de Tobias Wolff i Richard Ford, de l'anomenat realisme brut. El 1988 va ser investit per l'Acadèmica Americana d'Arts i Lletres.
Els crítics l'associen al minimalisme i el consideren pare de l'esmentat realisme brut. Quan va morir era un escriptor molt conegut i influent, tant als EUA com arreu del món. Carver va morir a Port Angeles, Washington, de càncer de pulmó, a 50 anys.

## Característiques literàries
Carver va dedicar la carrera literària a la poesia i els relats curts. Es va descriure com algú "inclinat cap a la brevetat i la intensitat" i "enganxat a l'escriptura d'històries curtes" al prefaci de Where I'm calling from, una col·lecció publicada el 1988. Una altra raó que va adduir sobre la brevetat va ser que així "la història [o poema] es pot escriure i llegir d'una sola tirada". No va ser sols una preferència sinó, sobretot al començament de la seva carrera, una consideració pràctica amb què feia malabars mentre escrivia l'obra.
Es considera que l'obra de Carver comparteix gran part de les característiques del minimalisme literari, tot i que, segons alguns crítics, Carver no es va definir mai com a minimalista i simplement va construir així el seu estil perquè era molt bo triant els detalls més escaients per bastir les seves obres.
L'editor de Carver en la revista Esquire, Gordon Lish, va emmotllar la seva prosa en aquesta direcció: mentre que John Gardner li havia aconsellat que valia més fer servir 15 paraules en comptes de 25, Lish li deia que n'utilitzés 5 en lloc de 15. A causa de "l'amputació quirúrgica i trasplantament" que suposava la dura edició de Lish, Carver va acabar trencant amb ell. Durant aquest temps Carver també va remetre poesia a James Dickey, aleshores editor de poesia d'Esquire.
L'estil de Carver també s'ha descrit com a realisme brut, un corrent literari que el connecta amb un seguit d'escriptors dels anys 70 i 80, com ara Richard Ford i Tobias Wolff (dos autors que ell coneixia de prop), així com d'altres com Ann Beattie, Frederick Barthelme i Jayne Anne Phillips. Llevat de Beattie, que va escriure sobre les classes altes, aquests escriptors es van centrar en la tristesa i pèrdua en les vides diàries de gent ordinària, sovint de classe baixa o mitjana, i grups marginats o isolats.

## Obra

### Narrativa

#### Contes
- Will you please be quiet, please? (1976)
- Furious seasons (1977)
- What we talk about when we talk about love (1981)
- Cathedral (1983)
- Elephant (1988)
- Beginners (2009) (original de What we talk about when we talk about love)

#### Compilacions
- Where I'm calling from (1988)
- Short cuts: Selected stories (1993)
- Collected stories (2009): recull complet incloent-hi Beginners.

### Poesia

#### Poemaris
- Near Klamath (1968)
- Winter insomnia (1970)
- At night the salmon move (1976)
- Fires (1983)
- Where water comes together with other water (1985)
- Ultramarine (1986)
- A new path to the waterfall (1989)
- Gravy (any desconegut)

#### Compilacions
- In a marine light: selected poems (1988)
- All of us: the collected poems (1996)

### Guions
- Dostoievsky (1985, amb Tess Gallagher)

### Traduccions al català
- De què parlem quan parlem de l'amor. Traducció de Dolors Udina. Barcelona: Pòrtic, 1992 (reeditat per Columna el 1997)
- Catedral. Traducció de Dolors Udina. Barcelona: Pòrtic, 1988 (reeditat per Columna el 1998 i per Empúries el 2010)
- Principiants. Traducció de Ferran Ràfols Gesa. Barcelona: Empúries, 2010
- Si em necessites, truca'm. Traducció de Carles Miró. Barcelona: Empúries, 2001